# Campillo de Altobuey
Campillo de Altobuey település Spanyolországban, Cuenca tartományban. Campillo de Altobuey Almodóvar del Pinar, Paracuellos, Enguídanos, Puebla del Salvador, Iniesta, Motilla del Palancar és Gabaldón községekkel határos. Lakosainak száma 1286 fő (2024).

## Népesség
A település népessége az utóbbi években az alábbiak szerint változott:
| Lakosok száma | 1650 | 1707 | 1678 | 1668 | 1649 | 1510 | 1405 | 1322 | 1246 | 1286 |
|               | 2001 | 2004 | 2006 | 2009 | 2011 | 2014 | 2016 | 2019 | 2021 | 2024 |